# SPV GmbH
SPV GmbH — немецкий музыкальный лейбл, расположенный в Ганновере. Основан в 1984 году Манфредом Шютцом. Название происходит от сокращения Schallplatten Produktion und Vertrieb (с нем. — «Производство и распространение грампластинок»).

## Подлейблы
SPV управляет несколькими суб-лейблами, такими как:
- Steamhammer — метал-лейбл
- Synthetic Symphony — электро, синти-поп, фьючерпоп
- Laute Helden
- Oblivion
- Cash Machine Records
- SPV Recordings/SPV America
- Audiopharm
- Inside Out

## Деятельность
В ходе изменений в музыкальной индустрии, связанных с системами пирингового обмена через Интернет, компания начала испытывать значительное падение продаж. В июне 2009 года, несмотря на меры по сокращению расходов, компании пришлось заявить о банкротстве.
В октябре 2012 года нашлась команда инвесторов, которая обеспечила дальнейшее существование лейбла после трехлетнего процесса банкротства. Компания была успешно реструктурирована.
В декабре 2020 года SPV был поглощен австрийским лейблом Napalm Records.

## Артисты
В числе наиболее известных артистов, сотрудничающих с SPV — Motörhead, Крис де Бург, Bad Religion, Judas Priest, Dio, Type O Negative, Tristania, Sodom, Sepultura, Girlschool, Virgo, Angra и др.